# Le Fréty
Le Fréty – miejscowość i gmina we Francji, w regionie Grand Est, w departamencie Ardeny.
Według danych na rok 1999 gminę zamieszkiwało 71 osób, a gęstość zaludnienia wynosiła 10 osób/km².